# Sedlecké předměstí (Kadaň)
Sedlecké předměstí je historická předměstská čtvrť města Kadaně přiléhající k levému břehu řeky Ohře, která sousedí se Starým Městem, Špitálským předměstím a Zahradním Městem. Jakožto urbanisticko-architektonický celek někdejšího královského města je od roku 1978 součástí městské památkové rezervace.

## Název předměstské čtvrti
Sedlecké předměstí vzniklo z osady, která se po povýšení Kadaně na svobodné královské město stala v polovině 13. století jedním z jejích předměstí. To bylo v 15. století v městských písemnostech označováno jako Víska (Dörfel nebo Dörflein). Již tehdy se však objevuje i název Czoczel či Czeczel, později též Zözel. Za první republiky se mezi českým učitelstvem ujala interpretace, že pojmenování Zözel je zkomoleninou staroslovanského Sedlec, což mělo být jméno oné původní osady. Proto se tato předměstská čtvrť začala v češtině označovat jako Sedlecké předměstí.

## Historie
Sedlecké předměstí zahrnuje od středověku zástavbu před jihozápadní částí hradeb mezi Vodní a Svatou bránou, jeho struktura je tvořena třemi historickými ulicemi: Jiráskovou (dříve zvaná Zözel, v letech 1881–1945 Josefova), Nerudovou (od 16. století do roku 1945 Nová Starost) a Raisovou (původně zvaná Hleďsebe, v letech 1887–1945 Lázeňská). Součástí předměstí jsou též nynější ulice Lázeňská (do roku 1945 Oharská) a V Zahrádkách (do roku 1945 Zahradní). Čtvrť byla obehnána předměstskou hradbou prolomenou v tomto úseku dvěma brankami – Složištní a Svatou, zbořenými v 19. století.
Od 15. století jsou na Sedleckém předměstí doloženy dvory měšťanů, domy rybářů a kupecké sklady, čtvrť byla centrem obchodu se dřevem. Voraři skládali a prodávali dřevo v přístavišti u tzv. Starého brodu v dnešní ulici U Splitu, ale také u Horního brodu pod dnešní Nerudovou ulicí. Z každého voru či lodice proplouvající Kadaní se tehdy platilo clo, jak to stanovila privilegia českých králů Jiřího z Poděbrad (1466) a Vladislava Jagellonského (1499). Stával tu také nyní již zbořený Tesařský dvůr (čp. 480). Na předměstí se zakupovala i šlechta – například v roce 1467 zde vlastnil dům Heinz z Wiederspergu, příslušník rytířské rodiny z Fojtska.
Dominantou Sedleckého předměstí býval tzv. Horní mlýn (čp. 323), který do roku 1467 patřil měšťanu Gregoru Kürschnerovi. Poté se jeho majitelem stalo město, které jej už roku 1468 prodalo bohatému cechu soukeníků – ti zde zpracovávali vlnu a sukno, mlela se tu však i mouka a fungovaly tu brusírna a pila. Roku 1479 byl z předměstské části Kostelní Dvůr na pravém břehu Ohře veden pod tzv. Horním jezem k mlýnu městský vodovod, roku 1560 tu město vystavělo vodárenskou věž.
V polovině 16. století se Sedlecké předměstí členilo ze správního hlediska na dvě čtvrti – Zözel čili Vísku a Novou Starost. Na Willenbergově rytině města Kadaně z roku 1602 vidíme zdejší tzv. Horní mlýn u Horního jezu na Ohři, vidíme tu též hrázděné domy a dvory, zahrady a sady, stejně jako přístaviště vorů a tzv. Složiště se sklady dřeva (doložené již roku 1467). Výrazná je soustava tzv. Sedleckých bašt v městském opevnění mezi Vodní a Svatou bránou.
V hostincích Sedleckého předměstí nocovaly kupecké karavany přicházející do města z Poohří a Krušnohoří, například roku 1618 získal měšťan Christoph Albrecht povolení, aby zde ubytovával kramáře a formany. V 17. a 18. století tu nacházeli nocleh též venkované, kteří navštěvovali poutní slavnosti v nedalekém františkánském kostele Čtrnácti sv. Pomocníků. Poutníci z Klášterce nad Ohří si zde dokonce roku 1641 vybudovali kapli sv. Jana Křtitele, která stále stojí (vedle domu čp. 610 v ulici Jana Švermy).
Přístaviště zaniklo kolem roku 1840, tzv. Složiště bylo proměněno ve cvičiště kadaňské vojenské posádky, od roku 1879 se sem přesunulo konání dobytčích trhů. Za první světové války tu bylo opět cvičiště s provizorními kasárenskými budovami. Roku 1873 byla někdejší městská sýpka z roku 1571 přestavěna na tzv. Kasárna vozatajů (čp. 549), nedaleko odsud vznikly roku 1887 nové městské lázně (čp. 389) s koupacími kabinami a parní lázní.
V padesátých a šedesátých letech 20. století došlo k rozsáhlé asanaci Sedleckého předměstí, roku 1969 byl zbořen Horní čili Weiskopfův mlýn. Roku 1978 byla tato historická čtvrť zahrnuta do nově vyhlášené městské památkové rezervace. Předměstím vede též významná část Nábřeží Maxipsa Fíka.

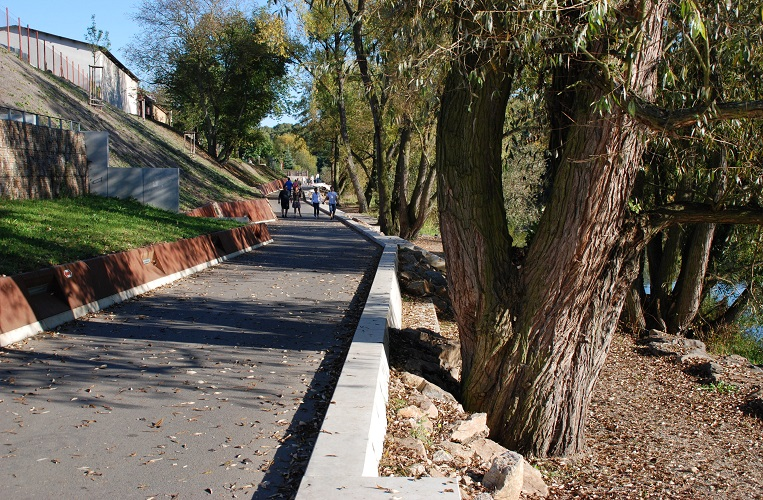
Nábřeží Maxipsa Fíka na Sedleckém předměstí v Kadani

## Slavní rodáci a obyvatelé
V dnes již zbořeném Horním mlýně (čp. 323) v Lázeňské ulici se narodil námořník Ludwig Müller (1890–1918), absolvent Námořní akademie v Rijece, důstojník rakousko-uherského námořnictva a velitel ponorky, hrdina první světové války. V domě čp. 356 v Nerudově ulici prožil své dětství významný malíř, grafik a ilustrátor Josef Liesler (1912–2005), což od roku 2012 připomíná pamětní deska.

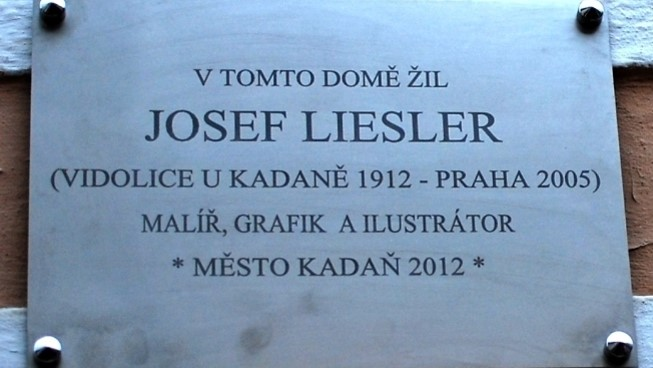
Pamětní deska Josefa Lieslera v Kadani

## Zajímavost
Sedlecké předměstí tvořilo již od pradávna zvláštní rybářský revír, rybáři tu již od středověku lovili v Ohři okouny, parmy, kapry, štiky, úhoře a pstruhy, pravidelně též lososy a raky. Své úlovky podle pramenů předkládali i slavným návštěvníkům města, například roku 1562 římskému císaři Ferdinandu I. Habsburskému nebo roku 1569 pražskému arcibiskupu Antonu Brusovi z Mohelnice. Roku 1883 byl v Kadani založen rybářský spolek, jehož členové se rekrutovali zejména se Sedleckého a Špitálského předměstí.